# Уланов, Денис Анатольевич
Денис Анатольевич Уланов (рум. Denis Ulanov; род. 4 апреля 1976, Кишинёв, Молдавская ССР, СССР) — молдавский политический деятель. Депутат Парламента Республики Молдова XI созыва с 26 июля 2021 года.

## Биография

### Ранние годы
Родился 4 апреля 1976 года в Кишинёве. С 1993 по 1997 годы проходил обучение в Университет Гуманитарных наук на факультете Права. Юрист в области международного права.

### Профессиональная деятельность
С 1998 по 2001 годы работал адвокатом в ООО «Триада», а с 2001 по 2007 годы в ООО «Moldauditing».
С 2001 по 2008 годы руководил юридической службой в АО «Триада-Холдинг», а с 2007 по 2013 годы являлся управляющим партнёром ООО «Legalarte». В течение многих лет, до 2019 года, Уланов являлся поверенным юристом в области промышленной собственности, в области охраны товарных знаков.
Уланов также является членом Совета директоров управляющей компании «Klassika Asigurări».

### Политическая деятельность
С 2016 года являлся членом бюро центрального аппарата партии «Шор».
В 2021 году на досрочных парламентских выборах был избран депутатом Парламента Республики Молдова XI созыва.

### Семья
Денис Уланов женат, у него двое детей. Владеет русским, английским и румынским языками.